# Michael Jansen (Archäologe)
Michael Jansen (* 29. Januar 1947 in Koserow; † 13. Juli 2022 in Samarkand) war ein deutscher Architekturhistoriker und Archäologe.

## Leben

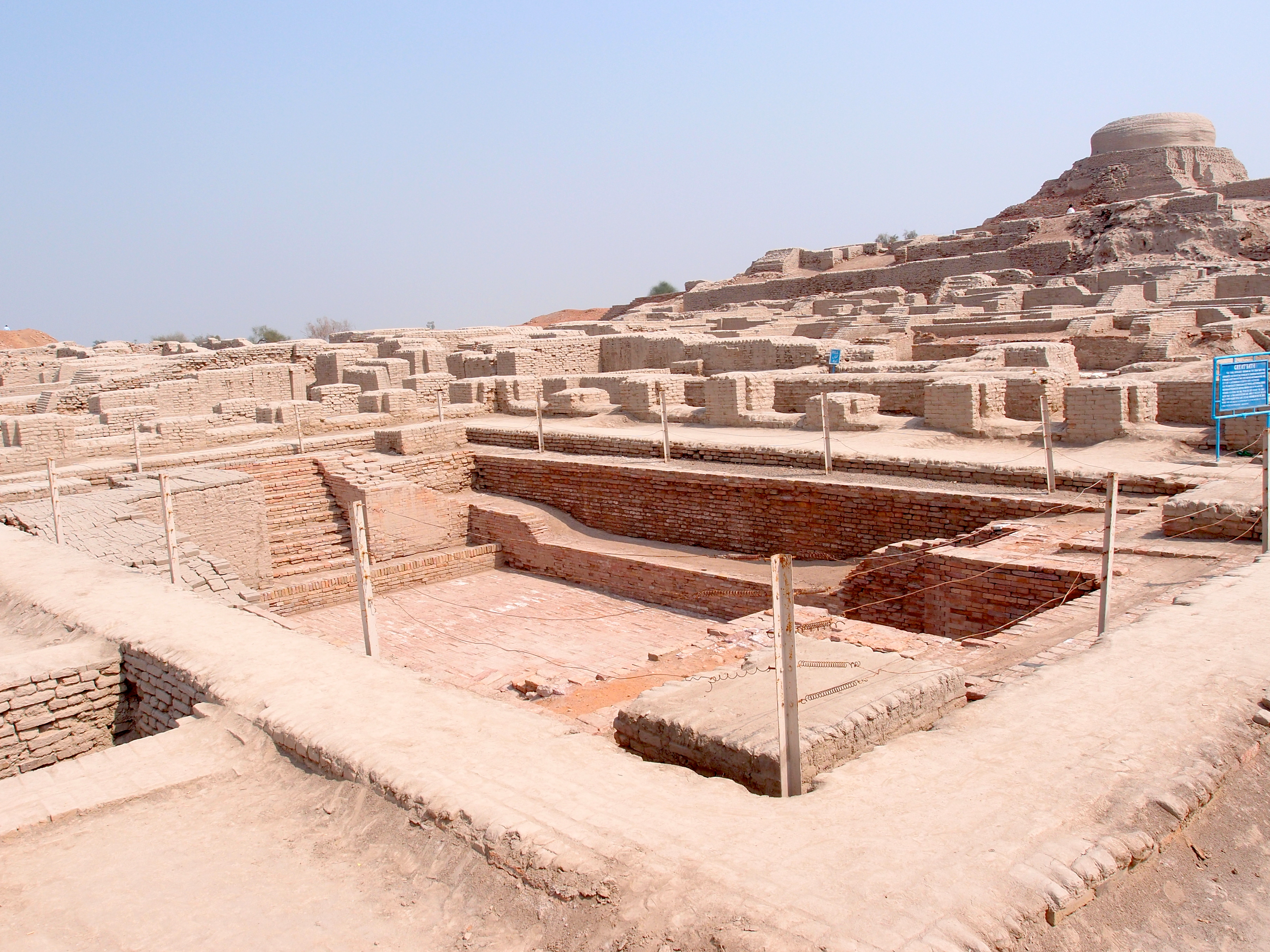
Mohenjo-daro, früherer Arbeitsplatz von Michael Jansen (2014)

Jansen wuchs in Viersen auf und studierte Physik und Mathematik 1967 an der Universität Bonn. Er wechselte 1968 an die RWTH Aachen und studierte Architektur und Baugeschichte bis 1973. 1974 ging er für weitere Studien an die Universität Rom, wo er Baugeschichte und Archäologie studierte. 1976 studierte er südasiatische Archäologie an der Universität Delhi und am Archaeological Survey of India. 1979 wurde er in Aachen mit der Arbeit „Architektur der Harappa-Kultur“ promoviert. 1978 bis 1987 war er in Zusammenarbeit mit Günter Urban Projektleiter des DFG-Forschungsprojektes ‚Mohenjo-Daro‘. 1988 bis 1993 war er Hochschuldozent an der RWTH Aachen.
Ab 1994 war Jansen Universitätsprofessor für Stadtbaugeschichte an der RWTH Aachen. Von 1994 bis 1996 war er Dekan der Fakultät für Architektur an der RWTH Aachen, von 1996 bis 1999 Prorektor der RWTH. Zu seinen Forschungsschwerpunkten gehörten die Induskultur (Mohenjo-Daro), Kolonialarchitektur im südasiatischen Raum, Archäologie und Architektur in Südost-Arabien und Zentralasien,  Städte der Frühen Neuzeit sowie die Karolingische Architektur.
Ab 2002 betrieb Jansen mit seinem Team im Auftrag des Rektors der RWTH Aachen den Aufbau der privaten Universität German University of Technology in Oman, deren Gründungsrektor er von 2007 bis 2008 war. Dort war er Professor für Stadtbaugeschichte, Denkmalschutz und Kulturerbemanagement und Präsident des mit der Universität verbundenen Research Centre Indian Ocean (RIO).

## Ehrungen und Auszeichnungen
- 1987: Sitara-i-Imtiaz (Stern der Exzellenz, dritthöchste zivile Auszeichnung der Regierung von Pakistan)[7]
- 1995: Bundesverdienstkreuz am Bande[8]
- 2019: Hilal-i-Imtiaz (Halbmond der Exzellenz, zweithöchste zivile Auszeichnung der Regierung von Pakistan)[7]

## Veröffentlichungen
- Als Herausgeber mit Abdulrahman Al-Salimi: Portugal in the Sea of Oman. Religion and Politics. Research on Documents; Faksimilen, 16. Bände in 3 Schubern mit 7680 Seiten, von Zabern, Darmstadt 2012, ISBN 978-3-8053-4374-9 (englisch).[9]
- Peter Frieß, Andreas Fickers (Hrsg.): Michael Jansen und Paul Yule sprechen über den Reiz des Verborgenen und die Werkzeuge der Erkenntnis in der Archäologie (= TechnikDialog, Heft 19). Deutsches Museum Bonn / Lemmens, Bonn 2000, ISBN 3-932306-31-7.